# 61e parallèle nord
Pour les articles homonymes, voir 61e parallèle.
En géographie, le 61e parallèle nord est le parallèle joignant les points de la surface de la Terre dont la latitude est égale à 61° nord.

## Géographie

### Dimensions
Dans le système géodésique WGS 84, au niveau de 61° de latitude nord, un degré de longitude équivaut à 54,107 km ; la longueur totale du parallèle est donc de 19 479 km, soit environ  48,6% de celle de l'équateur. Il en est distant de 6 765 km et du pôle Nord de 3 237 km,.
Comme tous les autres parallèles à part l'équateur, le 61e parallèle nord n'est pas un grand cercle et n'est donc pas la plus courte distance entre deux points, même situés à la même latitude. Par exemple, en suivant le parallèle, la distance parcourue entre deux points de longitude opposée est 9 739 km ; en suivant un grand cercle (qui passe alors par le pôle nord), elle n'est que de 6 474 km.

### Durée du jour
À cette latitude, le soleil est visible pendant 19 heures et 17 minutes au solstice d'été, et 5 heures et 32 minutes au solstice d'hiver.